# Mirabilit
Mirabilit (Haidinger, 1845), chemický vzorec Na2SO4·10H2O (dekahydrát síranu sodného), je jednoklonný minerál.

Název odvozen od sal mirabile Glauberi = podivuhodná sůl Glauberova.

## Původ
Typicky v solných pánvích, playas a slaných jezerech, kde ukládání může být sezónní. Jen zřídka v jeskyních a lávových tunelech, v sopečných fumarolách. Produkt hydrotermální aterace sericitu.

## Morfologie
Krystaly krátce až dlouze prizmatické, velikosti do 10 cm. Často jehlicovité. Agregáty masivní, zrnité, celistvé nebo z proplétajících se vláken, krápníky. Často tvoří výkvěty (eflorescence). Dvojčatí vzácně podle {001} nebo {100}.

## Vlastnosti
- Fyzikální vlastnosti: Tvrdost 1,5 – 2, hustota 1,49 g/cm³, štěpnost dokonalá podle (100), lom lasturnatý.
- Optické vlastnosti: Barva: bezbarvý, bílá, nažloutlá, bezbarvý v procházejícím světle. Lesk skelný až matný, průhlednost: průhledný až opakní, vryp bílý.
- Chemické vlastnosti: Složení: Na 14,27 %, H 6,26 %, S 9,95 %, O 69,52 %. Rozpustný v kyselinách a ve vodě. Plamen barví žlutě. Na vzduchu rychle ztrácí vodu a rozpadá se na bílý prášek – přemění se v thénardit.
- Další vlastnosti: Hořkoslaná chuť.

## Podobné minerály
- natrit

## Parageneze
- sádrovec, thénardit, halit, trona, glauberit, afthitalit, blödit, epsomit

## Využití
Výroba sody, sklářství, barvířství.

## Naleziště
Místy hojný minerál.
- Česko – okolí Karlových Varů
- Slovensko – okolí Banské Bystrice
- Rakousko – solná ložiska u Bad Ischl a Hallstatt
- Itálie – sopka Etna
- Ukrajina – Rudé jezero na Krymském poloostrově
- USA – Verde Valley, Arizona; Velké solné jezero, Utah
- a další.